# NGC 3313
NGC 3313 est une très vaste galaxie spirale barrée située dans la constellation de l'Hydre. Elle a été découverte par l'astronome américain Ormond Stone en 1886.

## Caractéristiques
Sa vitesse par rapport au fond diffus cosmologique est de 4 054 ± 24 km/s, ce qui correspond à une distance de Hubble de 59,8 ± 4,2 Mpc (∼195 millions d'al).
La classe de luminosité de NGC 3313 est I-II et elle présente une large raie HI. Elle renferme également des régions d'hydrogène ionisé.
En raison d'une brillance de surface égale à 14,14 mag/am2, on peut qualifier NGC 3313 de galaxie à faible brillance de surface (LSB en anglais pour low surface brightness). Les galaxies LSB sont des galaxies diffuses (D) avec une brillance de surface inférieure de moins d'une magnitude à celle du ciel nocturne ambiant. On note également sur l'image du relevé Pan-STARRS que des bras spiraux très pâle de cette galaxie s'étendent très loin dans l'espace, à une valeur certainement plus grande que 5,0'. D'ailleurs la base de données NASA/IPAC indique une valeur de 420", soit 6,0'.

## Morphologie
NGC 3313 a été utilisée par Gérard de Vaucouleurs comme une galaxie de type morphologique SB(r)b dans son atlas des galaxies,.

### Un disque entourant le noyau
Grâce aux observations du télescope spatial Hubble, on a détecté un disque de formation d'étoiles autour du noyau de NGC 3313. La taille de son demi-grand axe est estimée à 1230 pc (~4010 années-lumière).

## Supernova
La supernova SN 2002jp a été découverte dans NGC 3313 le 12 novembre 2002 par M. Ganeshalingam et W. Li dans le cadre du programme LOTOSS de l'observatoire Lick. Cette supernova était de type Ic.

## Groupe de NGC 3313
NGC 3313 est la galaxie la plus brillante et la plus grosse d'un groupe de galaxies qui porte son nom. Le groupe de NGC 3313 compte au moins 6 autres galaxies : NGC 3331, NGC 3335, IC 2589, IC 2594, ESO 501-1 et ESO 501-62.
NGC 3313 et donc toutes les galaxies du groupe de NGC 3313 font partie de l'amas l'amas de l'Hydre (Abell 1060). L'amas de l'Hydre est l'amas dominant du superamas de l'Hydre-Centaure.